# Eerste klasse 2021-22 (vrouwenvoetbal België)
Het seizoen 2021/22 van de Belgische Eerste Klasse vrouwenvoetbal wordt het 51ste seizoen in totaal en het tiende als tweede niveau onder  de Super League.  Het zal van start gaan in de zomer van 2021 en  eindigen in de lente van 2022.

## Clubs
Omdat de vorige editie van Eerste Klasse werd geannuleerd vanwege de coronacrisis, waren er na dat seizoen geen sportieve stijgers of dalers. Wel liet Massenhoven weten niet meer in eerste klasse aan te treden in het nieuwe seizoen; volgens de voetbalbond wordt de club niet vervangen.
Een club veranderde wel van naam en locatie: Saint-Ghislain keert terug naar Bergen als damestak van feniksclub Renaissance Mons 44.

### Per provincie
Het zwaartepunt ligt in de provincie Antwerpen en de voetbalprovincie Brabant (elk vier ploegen). De resterende zeven ploegen komen uit Henegouwen (1), Limburg (1), Luik  (2), Oost-Vlaanderen (1) en West-Vlaanderen (2). Luxemburg en Namen hebben geen vertegenwoordiger in Eerste klasse.
| Nr | Stamnr | Club         | Plaats     | Seiz | Op rij | Beste                     | 2019-20                     |
| -- | ------ | ------------ | ---------- | ---- | ------ | ------------------------- | --------------------------- |
| 1  | 7      | AA Gent B    | Gent       | 7    | 7      | Kampioen (2017)           | 03e                         |
| 2  | 9423   | Moldavo      | Mol        | 7    | 7      | 04e (2019, 2020)          | 04e                         |
| 3  | 6142   | OH Leuven B  | Leuven     | 7    | 3      | 05e (2020)                | 05e                         |
| 4  | 16     | Standard B   | Luik       | 9    | 9      | Kampioen (2016)           | 07e                         |
| 5  | 3029   | Kontich      | Kontich    | 14   | 8      | 8e in BeNe League (2013)  | 08e                         |
| 6  | 9527   | Eva's Tienen | Tienen     | 43   | 3      | Landskampioen (2008)      | 09e                         |
| 7  | 4194   | Mons         | Bergen     | 10   | 10     | 03e (2018)                | 10e                         |
| 8  | 9040   | Famkes       | Diksmuide  | 12   | 7      | 05e (2017)                | 11e                         |
| 9  | 8238   | KRC Genk B   | Genk       | 4    | 4      | 09e (2019)                | 12e                         |
| 10 | 6039   | Zwevezele    | Wingene    | 3    | 3      | 14e (2020)                | 14e                         |
| 11 | 25     | KV Mechelen  | Mechelen   | 3    | 3      | 15e (2020)                | 15e                         |
| 12 | 35     | Anderlecht B | Anderlecht | 7    | 2      | 10e (2013, 2015)          | Kampioen in Tweede klasse A |
| 13 | 4      | Club Luik    | Luik       | 2    | 2      | Kampioen in Tweede (2020) | Kampioen in Tweede klasse B |
| 14 | 358    | Wuustwezel   | Wuustwezel | 5    | 2      | 12e (2013)                | 2e in Tweede klasse A       |
| 15 | 9308   | Chastre      | Chastre    | 2    | 2      | 2e in Tweede (2020)       | 2e in Tweede klasse B       |